# The Getaway (сингл Red Hot Chili Peppers)
The Getaway — другий сингл американського гурту Red Hot Chili Peppers із однойменного альбому The Getaway, представлений 26 травня 2016 року.

## Про сингл
Як зазначає видання Open.ua: «The Getaway» більше схожа на те, що роблять «Перці», особливо після першого, по-доброму шокуючого синглу «Dark Necessities». Однак, все одно в ній відчувається новизна і свіжа кров, про що постійно говорять учасники гурту."

## Учасники запису
- Ентоні Кідіс — вокал;
- Флі — бас-гітара, клавішні;
- Джош Клінггоффер — гітара, бек-вокал
- Чед Сміт — ударні, перкусія